# フリーダ・ピントー
フリーダ・ピントー（英語: Freida Pinto、ヒンディー語: फ्रीडा पिंटो、1984年10月18日 - ）はインド出身の女優・ファッションモデル。2009年度アカデミー賞で作品賞を受賞した映画『スラムドッグ$ミリオネア』でラティカを演じた。また、英国アカデミー賞 助演女優賞にノミネートされた。

## 来歴
ボンベイ（現在のムンバイ）出身。校長の母と銀行支店長の父の間に生まれた。両親ともマンガルール系カトリック教徒で、子供の頃は修道院付属学校に通った。
『スラムドッグ$ミリオネア』で名声を得る前は2006年から2007年にかけてインドの旅行番組でキャスターを務めていた。その他にもシュコダ、ボーダフォン、バールティー・エアテル、デビアスのCMに出演していた。また2年間モデル業をした後にあらゆるファッション雑誌の表紙を飾り、その後ムンバイのアクティング・スタジオで演技を学び始める。
ダニー・ボイル監督作『スラムドッグ$ミリオネア』のオーディションに応募し、6ヶ月間かけて勝ち残り、出演を決めた。同映画では主人公の恋人ラティカを演じ、英国アカデミー賞助演女優賞にノミネート。また全米映画俳優組合賞アンサンブル演技賞を受賞。
その後、ウディ・アレン監督の『恋のロンドン狂騒曲』（2010年）でジョシュ・ブローリン、アンソニー・ホプキンス、ナオミ・ワッツ、アントニオ・バンデラスと共演。また、2010年3月、007シリーズ通算23作目（『007 スカイフォール』）にボンドガールとして内定した と報じられたが、その後彼女の事務所が報道を完全否定している（実際に出演はなかった）。
2011年、『猿の惑星：創世記（ジェネシス）』では霊長類学者キャロライン・アランハを演じた。
2009年5月、ロレアルと契約、同社のスポークスウーマンとなった。ロレアルとは7年の契約を結んでいた。

### 私生活
『スラムドッグ$ミリオネア』での共演をきっかけに、俳優のデーヴ・パテールと交際を始めロサンゼルスで同棲していたが、2014年に破局。
2019年11月、フォトグラファーのコーリー・トランとの婚約を自身のInstagramで発表。2021年6月、妊娠を自身のInstagramで公表した。コロナウイルスのパンデミックで人を招いて式を挙げることは諦め、アナハイムのホンダセンターで結婚したことを同年10月のインタビューで明らかにした。11月には第一子となる男の子を出産、Rumi-Rayと名付けた。

### 人物
2009年には夢の一つとしてレオナルド・ディカプリオとの共演を上げていた。
2011年、ロレアルが宣伝でピントーに断りなく肌の色を明るく調整した疑惑があがり問題となったため、「公表前に写真をチェックする権限」を契約書に追加させた。
美女やミューズ的な存在というだけで中身のない役や、インド出身なのに中東系の役ばかりオファーされることに疑問を抱き、20代後半には2年半、演技の仕事から遠ざかった。

## 主な受賞
- 全米映画俳優組合賞
  - 2009年度 アンサンブル演技賞 『スラムドッグ$ミリオネア』

## フィルモグラフィ
| 公開年 | 邦題 原題                                               | 役名                   | 備考 |
| ------ | ------------------------------------------------------- | ---------------------- | ---- |
| 2008   | スラムドッグ$ミリオネア Slumdog Millionaire             | ラティカ               |      |
| 2010   | 恋のロンドン狂騒曲 You Will Meet a Tall Dark Stranger   | ディア                 |      |
| 2011   | 猿の惑星: 創世記 Rise of the Planet of the Apes         | キャロライン・アランハ |      |
| 2011   | トリシュナ Trishna                                      | トリシュナ             |      |
| 2011   | インモータルズ -神々の戦い- Immortals                   | パイドラ               |      |
| 2015   | 聖杯たちの騎士 Knight of Cups                           | ヘレン                 |      |
| 2015   | トランス・シューター Blunt Force Trauma                 | コルト                 |      |
| 2018   | モーグリ: ジャングルの伝説 Mowgli: Legend of the Jungle | メシュア               |      |
| 2020   | ラブ、ウェディング、リピート Love Wedding Repeat        | アマンダ               |      |
| 2020   | ヒルビリー・エレジー 郷愁の哀歌 Hillbilly Elegy         | ウシャ                 |      |